# Georgeta Năpăruș
Georgeta Năpăruș (n. 23 octombrie 1930, Comarnic, județul Prahova - d. 1997) a fost o pictoriță română.

## Studii
Între 1951-1957 urmează Institutul de Arte Plastice ”Nicolae Grigorescu”, unde a frecventat succesiv clasele de pictură ale profesoarelor Corina Lecca, Titina Călugăru și Adina Paula Moscu. În 1957 și-a susținut Examenul de stat, cu pictorul Rudolf Schweitzer-Cumpăna, executând ca lucrare de diplomă tabloul Țesătoare de covoare, azi dispărut.

## Expoziții de artă românească peste hotare[3]
- Budapesta, Novi-Sad, Belgrad. Zagreb (1966); Praga (1968, 1971); Tel-Aviv, Moscova, Talin, Helsinki (1969), Torino (1970); Haga, Middeborough, Tineside, Varsovia, Leningrad (1972); Madrid, Moscova, Washington, Montevideo, Buenos-Aires, São Paulo, Brasilia, Lima, Ulan Bator, Leipzig, Phenian, Chicago, Oshkosh (1973); Caracas, Quebec, Berlin, Atena, Havana, Varsovia (1974); Bagdad, Islamabad (1975); Sofia, Helsinki, Turku, Budapesta (1976); Beijing, Sanghai, Lisabona (1977); Lakewood, Milwakee, Plevna (1978); Ciudad de Mexico, Guadalajara, Madrid, Ottawa, Berlin, Voipaala (1979); Atena (1984); Germania (1991).

## Expoziții internaționale de grup selecție[4]
- Cagnes-sur-Mer (1970);
- Bienalo de la Sao Paulo (1971);
- Bienala de la Valparaiso (1983);

## Expoziții personale-selectie
- Muzeul Țării Crișurilor, Oradea (1976);
- Sala Dalles, București (1980);
- Muzeul de Artă din Ploiești (1980);
- Muzeul de Artã din Cluj(1980);
- Galeria Emst Michael Winter, Hamburg (1981);
- Institutul  Italian de culturã, București (1985);
- Institutul francez, București (1992);
- Artexpo - Gal. etaj 3-4 Teatrul National, București (1994);
- Retrospectiva,  Muzeul Literaturii Române, București (2000);
- Secvențe anii '60-'70, Galeria Veroniki Art, București (2008);

## Premii- selecție[5]
- Premiul revistei Arta (1968, 1970),
- Premiul Uniunii Artiștilor Plastici (1966),
- Premiul Trienalei de la Sofia (1982),
- Premiul Raffaelo (1985),
- Premiul special al juriului al U.A.P. (1991)

## Opera
„(...)Nașterea, maternitatea, natura ca determinant al condiției umane sunt teme sau interludii tematice- care considerate din unghiul de vedere al acelui sentiment robust de vitalitate foarte caracteristic Georgetei Năpăruș înscriu pe scara vieții treptele primăverii. Nu este deci de mirare că un tablou de mari dimensiuni poartă chiar titlul Eflorescență și închipuie - într-o viziune ușor solemnă, cu accente de fast și prețiozitate rezervate de pictoriță de obicei spectaculoaselor evocări istorice,- sărbătoarea florilor varstei.

Totul respiră tinerețe, încredere și avânt în această imagine, în care festivul se manifestă sub forma țesăturilor populare și al tapiseriilor medievale brodate cu fir de aur. Din toate omagiile aduse de artistă vieții nici unul nu este pătruns de atâta gravitate, poate și pentru că aici expresiile fețelor sunt foarte puțin, și mai adesea deloc, șarjate. Dominantele coloritului- verde stins, galben auriu, alb și albastru de peruzea- ca și geometria destul de severă a liniilor și compoziției, concurează savant la a-i dărui tabloului nota sărbătorească și în același timp de reținută expansivitate. Aproape toate personajele sunt feminine, iar multe sunt mame tinere cu copii, așezate ceremonios în rând, ca la o serbare școlară. Neândoielnic, Eflorescența este expresia unei stari de conștiință care exaltă ideea de frumusețe, bucurie a vieții, legând-o în principal de aportul femeilor tinere, al fetelor și copiilor, într-un context deopotrivă al maternității, muncii și artei. Sub o altă formă și fără să intervină vreo deviere de la eminența limbajului plastic, scara vieții își regăsește astfel în viziunea Georgetei Năpăruș semnificația morală, pe care fiecare treaptă a ei o ilustrează pe calea anevoioasă și răbdătoare a ascensiunii spirituale. ”—Radu Bogdan - „Scara Vieții” în Georgeta Năpăruș, 1983 
„(...)Georgeta Năpăruș a pus în slujba picturii sale o inteligență ironic-iscoditoare, dublată de sensibilitate, umor, poezie și luciditate și, nu in ultimă instanță, de o adâncă probitate. 

Bineânțeles că intervine, hotărâtor, talentul! Dar talent au mulți. E chiar condiția primă a artei (deși unii susțin că de talent te poți dispensa dacă ai geniu). Numai că Georgeta Năpăruș mai are într-o măsură rară, pe lângă talent și harul iubirii pământului și oamenilor lui, ea este un duh al locului, se confundă în permanență cu el. O face intr-un mod atât de convingător-ciudat, cu o stranietate atât de realistă, și cu o fantezie atât de zglobie și de bogată, încât îi transcende locului hotarele, metamorfozându-l și universalizându-l. Ceea ce explică succesul ei crescând, nu numai la noi, ci și aiurea. ”— Radu Bogdan - „Cuvânt de încheiere” în Georgeta Năpăruș, 1983 

## Aprecieri
Lucrările din această expoziție datează toate din 1997, ultimul an de viață al Georgetei Năpăruș, când atelierul ei se restrânsese la planșeta ținută pe genunchii inerți.
Nu există o ruptură între ele și restul operei, dar dispare parcă orice urmă de deliberare conceptuală sau artizanală. E un fel de nepăsare, de abandon față de fatalitatea unor forțe ascunse care nasc pe suprafața hârtiei semne, culori, linii. Geta Năpăruș e poate mai aproape, în aceste imagini, de dicteul automat decât cei care l-au inventat. E asemeni unui mediu prin care mai trece, pentru un timp, fluxul dezordonat și fierbinte al vieții.
Va trebui cândva inventariată bogăția fastuoasă și diversitatea mijloacelor de a anima suprafața neutră a suportului. O intensă dispoziție ludică prezidează un adevărat dezmăț de semne și figuri de care simți nevoia să te apropii și să le descifrezi. Să nu ne amăgim însă, odată distanța suprimată și odată înregistrate conglomerate formale și frânturi de cuvinte, “înțelegerea” noastră nu a înaintat prea mult. Nu avem de a face cu un joc de semnificații încifrate pe care suntem ademeniți să le dezlegăm ca în pânzele unor suprarealiști. Este evidentă absența oricărui proiect de acest fel. Proiectul Getei Năpăruș este tocmai absența oricărui proiect, alimentat însă subteran de tensiunea luptei cu fatalitatea, de optimismul unei naturi stenice și vitale.
Se petrece în aceste acuarele o extraordinară potențare a imaginii și cuvântului. Nici o legătură nu este obligatorie sau univocă, cuvintele nu explică nimic, nu identifică nimic, după cum imaginile nu ilustrează propozițiile, cuvintele.. dar așa cum cuvintele valiză  - “enfant-image” este nunul dintre ele, inventat de Geta  - sunt mai mult decât suma cuvintelor din care s-au născut, imaginile și cuvintele cunosc în acuarelele Getei Năpăruș o ciudată simbioză. Hazardul nu a lucrat niciodată mai bine ca aici, nicăieri incoerența inspirației nu a dat la iveală alcătuiri mai sugestiv poestice. Și iarăși, parcă nicăieri accidentul nu a fost mai savuros integrat ansamblului. Hârtii cu antet sau diverse texte imprimate, cu notițe și socoteli – totul este utilizabil, convertibil, metaformozabil, nimic nu are sens, dar totul poate dobândi sens. O replică actuală dată celebrei exclamații a lui Delacroix: “dați-mi noroi să vă dau culoare!”.
Culoarea intervine ca un mediu organic – omogenizant al imaginii. Incongruența semnelor de tot felul – conglomerate grafice, cifre, litere aplicate cu șablonul, figuri geometrice desenate cu echerul, care catalizează ca un magnet haosul din jur, se topește în materia, când diafană, cînd densă și cu străluciri explozive, a culorii.
Valoarea de jurnal a acestor desene e incontestabilă. Nu un jurnal anume destinat posterității, ci o necontrafăcută mărturie a trecerii prin lume. Ioana Vlasiu